# Oches
Oches é uma comuna francesa na região administrativa de Grande Leste, no departamento das Ardenas. Estende-se por uma área de 6,76 km². Em 2010 a comuna tinha 48 habitantes (densidade: 7,1 hab./km²).